# Antoine Exelmans
Pour les articles homonymes, voir Exelmans.
Louis Rémy Amédée Antoine Exelmans, né le 19 janvier 1865 à Montpellier, mort le 2 novembre 1944 à Bohars, est un officier de marine français.

## Biographie
Le baron Antoine Exelmans est le petit-fils du maréchal de France Rémy Joseph Isidore Exelmans (1775-1852) et le fils de l'amiral vicomte Maurice Exelmans (1816-1875).
Entré à l'École navale dans la promotion de 1881, il est nommé aspirant le 2 octobre 1882. Il sert sur l'Eclaireur dans l'escadre d'Extrême-Orient et participe aux opérations du Tonkin. En 1886, il est sur le cuirassé Colbert et est nommé enseigne de vaisseau. Il passe sur la Sainte-Barbe à Cherbourg puis de nouveau en Extrême-Orient sur la Vipère. En 1889, il est à Brest à la Majorité Générale, puis sur le bâtiment-école l'Elan. Lieutenant de vaisseau en 1891, il sert en Islande sur la Manche. En 1893, il commande le torpilleur 137 à Brest. Après avoir été en 1894 sur le cuirassé Furieux dans l'escadre du Nord, il commande à Toulon une escouade d'élèves-canonniers sur le vaisseau-école La Couronne. En 1897, il est sur le Marceau puis fait l'École supérieure de la Marine (promotion de 1898). Il est ensuite aide de camp de l'amiral Jean-Charles-Alexandre Sallandrouze de Lamornaix, commandant en chef de l'escadre du Nord, sur le cuirassé Formidable, et l'est lorsque l'amiral meurt à bord de son porte-pavillon. En 1901, il commande dans la division navale du Pacifique la canonnière La Zélée et, en 1905, le Yatagan puis, nommé capitaine de frégate, l'aviso Chamois. Il est capitaine de vaisseau en 1913.
En 1914 et jusqu'en août 1915, il commande le croiseur cuirassé La Marseillaise, porte-pavillon de l'amiral Rouyer, et participe aux opérations en Manche. Il est ensuite chef de division des flottilles de la mer du Nord. En juin 1917, il est cité à l'ordre de la Marine pour sa brillante conduite sur les bancs de Flandre. Contre-amiral en mai 1917, il est nommé à Brest Major général du 2e arrondissement maritime. Il commande ensuite la 2e division de la 1re escadre en Méditerranée, avec pavillon sur le cuirassé Jean Bart puis sur la Lorraine. En octobre 1918, il est commandant de la Division navale des bases d'Orient et est deux fois cité. 
En 1920, il est Major général du 1er arrondissement maritime à Cherbourg et, en août 1922, commandant de la Marine française de Tunisie, préfet maritime de Bizerte, et vice-amiral le 16 août 1923.

### L'affaire de l'escadre russe de Bizerte
Le général Piotr Nikolaïevitch Wrangel a dû évacuer de Russie son armée blanche. Il a constitué en escadre des éléments de la flotte russe de la mer Noire. La France, principale créancière des armées blanches, a fait venir cette escadre en Tunisie en deux fois, en 1920 et 1921. Les 4 800 marins et leurs familles sont consignés sur leurs bateaux, mouillés sur le lac de Bizerte.
Cette importante escadre : deux cuirassés, deux croiseurs, un bateau-école (le Cronstadt, devenu par la suite le Vulcain), neuf torpilleurs et quatre sous-marins, se trouvait au centre de tractations complexes. L'Union soviétique en réclamait la restitution mais la flotte était considérée par les Français comme un gage financier et sa reprise par les Soviets aurait modifié l'équilibre international autour de la mer Noire ou de la Baltique. Raymond Poincaré avait cependant déclaré en 1923 : « Aux yeux du gouvernement français, l'escadre réfugiée à Bizerte est propriété de l’État russe. Dès qu'il y aura un gouvernement régulièrement reconnu, il pourra en prendre possession. »
C'est cette situation compliquée que trouve l'amiral Exelmans à sa prise de commandement en Tunisie. L'élection du Cartel des gauches en mai 1924 va accélérer le cours des évènements. Édouard Herriot veut constituer un nouveau système de sécurité européenne autour de l'Allemagne et est partisan de reconnaître juridiquement l'Union soviétique. Le nouveau gouvernement français, bien que peu pressé de rendre les navires, ordonne à l'amiral Exelmans de se préparer à désarmer l'escadre de Wrangel et à la laisser inspecter par une mission d'information des Soviets, dirigée par le chef d'état-major de la marine rouge. L'amiral, outré, proteste et argumente auprès du gouvernement, y compris sur le risque de troubles politiques qui pourraient en résulter en Tunisie, mais sans résultat. Quand l'ordre arrive, le 5 novembre 1924, il l'exécute, désarme l'escadre, fait rendre les honneurs aux officiers et marins russes et veille à leur installation provisoire à terre en Tunisie. Considérant cependant que l'ordre est déshonorant pour la France et préférant sacrifier la suite de sa carrière mais non son honneur, il demande en même temps à être relevé de son commandement. Remplacé par l'amiral Jéhenne, il part de Bizerte, accompagné jusqu'à la coupée par tous les officiers russes. Il quitte le service actif en 1927.
Retiré dans son manoir de Kérampir, à Bohars (Finistère), il y reçoit chaque année des délégations de Russes venant le remercier de son attitude à leur égard en 1924. Il doit supporter à partir de 1941 l'occupation de sa maison par un poste de commandement allemand. 
L'amiral Antoine Exelmans repose dans la chapelle de Loguillo, au pied de son manoir, auprès de sa femme Marie de Penfentenyo (1897-1930), sœur de l'amiral Hervé de Penfentenyo et du capitaine de vaisseau Henri de Penfentenyo, fille de l'amiral Auguste de Penfentenyo, petite-fille de l'amiral Louis Henri de Gueydon et tante de l'enseigne de vaisseau Alain de Penfentenyo de Kervéréguin, tué au combat en Indochine en 1946.

## Distinctions
- Commandeur de la Légion d'honneur[8],
- Croix de guerre 1914-1918 (une palme et une étoile d'or)
- Médaille commémorative de l'expédition du Tonkin 1885
- Médaille commémorative de l'expédition de Chine (1901)
- Grand officier de l'ordre du Ouissam alaouite
- Commandeur de l'ordre royal de Victoria
- Compagnon de l'ordre de Saint-Michel et Saint-Georges

### Sources et bibliographie
- Alexandre Jevakhoff, Les Russes blancs, 619 p., Tallandier, 2007  (ISBN 2847342079)
- Anastasia Chirinski, Tunis, la dernière escale, Sud Éditions, Tunis, 2000
- Les raisons de la disgrâce de l'amiral Exelmans, Journal républicain quotidien, Tunis, 27 novembre 1924
- Andreï Korliakov, Le grand exode russe, Europe 1917-1939, 720 p., Éditions YMCA Press, Les Éditeurs réunis, Paris, 2009